# Freedom Riders
Freedom Riders (англ. Freedom Riders) — правозащитное общественное движение в США, основанное в 1960-х гг. Ставило своей задачей борьбу за гражданские права афроамериканского населения США. Участники движения известны акциями на юге США в 1960-е гг., где местными властями и активистами ультраправых организаций практиковалась сегрегация чёрного населения.
В частности, в штате Миссисипи силами «FR» были организованы совместные поездки на транспорте белых и чёрных американцев для борьбы с сегрегацией на транспорте. Активное участие в борьбе за гражданское равноправие в США принимали еврейские общественные организации.